# Крізь тисячі лісів
«Крізь тисячі лісів» — другий студійний альбом Octopus Kraft виданий 2016 року.

## Опис
Черговому альбому колективу характерні різкі зміни ритму: чергування середньотемпових монотонних гітарних рифів з мажорними акордами у супроводі гроулу. У порівнянні з дебютником, котрий містив значний композиційний дисонанс, «Крізь Тисячі Лісів» відрізняється вираженою концепцією, яка посприяла єдиному стилю та манері виконання. Оформлення диску здійснила художниця та майстер тату Маша ABRA aka Abra Black. Офіційно презентовано 25 серпня у клубі «Underground».
| Інформація про композиції | Інформація про композиції         | Інформація про композиції |
| #                         | Назва                             | Тривалість                |
| ------------------------- | --------------------------------- | ------------------------- |
| 1.                        | «Пробудись»                       | 02:43                     |
| 2.                        | «Крізь тисячі лісів»              | 09:04                     |
| 3.                        | «Ненависний»                      | 09:43                     |
| 4.                        | «Вузол» (інструментальна)         | 03:43                     |
| 5.                        | «Переродження»                    | 07:45                     |
| 6.                        | «Культ»                           | 09:24                     |
| 7.                        | «Чорне повітря» (інструментальна) | 02:16                     |
| 8.                        | «Небесний пил»                    | 11:33                     |
| 9.                        | «Засинай»                         | 06:12                     |
| 01:02:23                  |                                   |                           |

## Склад на момент запису
- Юрій Дубровський — гітара, вокал
- Андрій Чернов — гітара
- Сергій Володарський — ударні
- Дмитро Туманов — бас

### Запрошені виконавці
- Мар'яна Жданюк — вокал («Ненависний», «Засинай»)[4]